# Topia
Topia est une  commune rurale de la préfecture de la Mambéré, en République centrafricaine. Elle s’étend à l’est de la ville de Carnot. Elle tient son nom de la rivière Topia, affluent de la Lobaye. La principale localité de la commune est la ville de Gadzi, chef-lieu de sous-préfecture.

## Géographie
La commune de Topia est située au nord-est de la préfecture de Mambéré-Kadéï. La plupart des villages sont localisés sur l’axe Boda –– Gadzi –– Carnot, route nationale RN6. 
|        | Yoro-Samba Bougoulou | Mbali       |
| Carnot | Topia                | Boganangone |
|        | Senkpa-Mbaéré        | Boganda     |

## Villages
Les principaux villages de la commune sont : Zaorossoungou, Demba-Batéké, Ndinguiri, Samba-Gbaya, Mondélé 1, Djomo, Gadzi, Golongo, Monkoudji-Wali., Bassélé et Bayama. 
En zone rurale, la commune compte 65 villages recensés en 2003 : Babali 2, Bala, Barka Bondjio, Batongo 1, Batongo 2, Beabo, Bede, Beina, Bodowa, Boh, Bokouta, Bongoto, Dankara, Degbe, Dembaabateke, Djomo, Djomo-Haoussa, Djomo-Haoussa-Gba, Dobele, Gadzi 2, Gadzi-Centre, Gbango, Gbape, Gbaya-Bozoum, Gbossi, Golongo, Guen 1, Guen 2, Guen Haoussa, Haoussa, Kpetene, Lidon, Limbo, Loulou, Mbaina-Bondjio, Mbandja, Mbombo-Bac, Meni, Mokonzi-Wali Centre, Mondele 1, Mondele 2, Nalembe, Ndjnguiri-Haoussa, Ndonam, Ndongue Bondjio, Ngaboua 2, Ngaboua Haoussa, Nzonzo, Pangoula, Samba Haoussa, Samba-Gbaya, Sassele 1, Sassele 2, Simti, Singuini, Tamourou, Tawi, Toro, Yakongo, Yazoungbai, Youkanga, Zabo, Zaoro, Zaorossangou 2, Zaoro-Yanga-Ngo .

## Éducation
La commune compte 10 écoles publiques à Golongo, Sous-préfectorale à Gadzi centre, Djomo, Ndjinguiri, Zaorossongou, Sassele, Makondji-wali, Bayama, Beina 1 et Tawi.